# サツマムカシウミガメ
サツマムカシウミガメは、日本の鹿児島県長島町獅子島の上部白亜系下部から産出した、ウミガメの化石。発見部位は頸椎の一部と腹側の甲羅の一部であり、推定甲長約70センチメートルに達する大型の個体とされる。化石が断片的であるため属や種の特定には至っていないが、甲羅の前側の形態からデスマトケリスとの類似性が示唆されている。発見者は宇都宮聡、研究者は中島保寿（筆頭著者）と宇都宮（第二著者）。

## 発見
サツマムカシウミガメの発見は2020年10月であった。以前から宇都宮聡と中島保寿の研究チームは鹿児島県長島町獅子島に分布する白亜系の地層である御所浦層群幣串層で発掘調査を実施しており、調査地に赴いていた宇都宮が化石の入ったノジュールを発見した。ノジュールを割った宇都宮が内部に骨の断面を見出し、これを中島に報告、コンピュータ断層撮影（CTスキャン）によって内部に頸椎に類似する骨が入っていることが判明した。
CTスキャンで観察された骨はノジュールから剖出された。骨の関節面が緩く柔軟性が認められることをはじめ、白亜紀および現生のウミガメとの共通性が確認されたことから、ウミガメに分類される動物化石であることが判明した。研究成果は2024年1月26日から開催の日本古生物学会第173回例会において発表された。
通称「サツマムカシウミガメ」は研究チームが提案したものであり、発見地である鹿児島県西部の旧国名・薩摩に由来する。

## 標本
サツマムカシウミガメは前後長約25ミリメートルの頸椎神経弓、保存部位の横幅約42ミリメートルの不完全な外腹甲骨、および同定に至らなかった針状の骨片が保存されている。近縁種に基づくと生前の甲長は約70センチメートルに達したと推定される。
頚椎の神経棘は発達するものの上下に低く、また前後長が左右幅を僅かに上回るほか、後背側で前関節突起の稜と合流して矢印状の隆起を形成する。こうした形態は現生のウミガメ科および化石属のCorsochelys (en) やトクソケリスといった、ウミガメ上科の第4頸椎あるいはその前後と一致する。また外腹甲の前方が薄く板状に広がった形状は絶滅したウミガメ上科のデスマトケリスのものとよく一致する。

## 進化史
日本国内のウミガメ化石は北海道や近畿地方などに分布する白亜紀の地層から主に発見されているが、後期白亜紀のサントニアン期以前の化石記録は稀である。本標本が産出した層準はセノマニアン階最下部であり、サツマムカシウミガメは日本で最古のウミガメの化石記録にして、ウミガメ上科が後期白亜紀初期の北太平洋に生息していたことを示す稀な証拠である。
なお、上述したトクソケリスやデスマトケリスをウミガメ上科に含まないとする研究もある。